# Crise diplomática no Catar
A Crise diplomática no Catar de 2017–2021 refere-se à ruptura iniciada no dia 5 de junho de 2017 entre esse país e diversas nações muçulmanas — entre as quais encontram-se a Arábia Saudita, Bahrein, Egito, Emirados Árabes Unidos, Líbia, Maldivas e Iêmen —, que anunciaram a suspensão das relações diplomáticas com o Catar, acusando o país de apoiar vários grupos terroristas na região, incluindo a Al Qaeda e o Daesh, e interferir com a política interna de seus países. Segundo apontam alguns meios de comunicação, a origem da crise seria encontrada em um ataque informático que ocorreu em maio do mesmo ano contra a Catar News Agency.
Em janeiro de 2021, ambos os lados se comprometeram a Declaração de Al-Ula, reabrindo suas fronteiras e reatando relações diplomáticas. O Catar ainda se comprometeu a encerrar completamente seu envolvimento na intervenção militar no Iêmen e retirar suas tropas da região de Ras Doumeira.

## Antecedentes
O Catar possui divergências com outras nações árabes em diversos aspectos: sedia a rede televisiva Al Jazeera; mantém relações diplomáticas saudáveis com o Irã; e já apoiou a Irmandade Islâmica no passado. O Catar é considerado um país aliado aos Estados Unidos, abrigando a maior base militar estadunidense no Oriente Médio.
As nações que suspenderam relações diplomáticas com o Catar acusam o país de apoiar o terrorismo, interferir em assuntos internos e fomentar relações diplomáticas com o Irã. O Catar, por sua vez, nega tais acusações, declarando estar cooperando incessantemente com o governo estadunidense na Guerra Civil Síria.

### Questões polêmicas
O Catar mantém relações relativamente boas com o Irã. Os dois países compartilham as operações do Campo South Pars-North Dome, o maior campo de gás natural do planeta, com significante influência geoestratégica. Em abril de 2017, após um congelamento de 12 anos, o Catar deu fim ao hiato na cooperação energética com o Irã, o que só seria possível através da cooperação direta entre os dois governos. De acordo com Jim Krane, pesquisador de política energética da Universidade Rice, "o Catar sempre foi uma espécie de Estado vassalo da Arábia Saudita, porém fez uso da autonomia gerada pela riqueza energética para esculpir uma nação independente... acima de tudo, o gás natural permitiu-lhe promover uma política regional de relação com o Xiismo iraniano para assegurar a fonte de suas riquezas". Em tom crítico, o jornal estadunidense The Wall Street Journal defende que a crise transformou-se em uma batalha entre parceiros e adversários do Irã, enquanto "o Catar investe bilhões de dólares nos Estados Unidos e na Europa, revertendo os lucros para patrocínio de grupos ligados à al-Qaeda. O Catar abriga a maior base militar a partir da qual os Estados Unidos combatem o extremismo, ainda assim possui grupos midiáticos responsáveis por incitar grande maioria destes extremistas". O Catar buscou cultivar boas relações com países e organizações que não são necessariamente aliados entre si. "Para estabelecer uma potente base militar em seu território, enquanto flerta com o Irã; para combater o terrorismo, mas financiando o Estado Islâmico e a Al-Nusra na Síria". O jornal encerra sua matéria afirmando que "o poder regional continua sendo a Arábia Saudita".
O Catar utilizou seus contatos para negociar trocas pacíficas de reféns e evacuações de civis nas áreas atingidas pela Guerra Civil Síria. Contudo, também enviou tropas contra milícias supostamente apoiadas pelo governo iraniano na Guerra Civil Iemenita, além de apoiar a luta rebelde contra o governo de Bashar al-Assad.
O Catar já apoiou a Irmandade Muçulmana, considerada uma ameaça por muitos países da região, especialmente por conta sua visão anti-hereditária. O governo egípcio já há muito declara a organização "um inimigo de primeiro escalão". Em 2011, durante a Primavera Árabe, o Catar apoiou tanto manifestantes egípcios, como membros da Irmandade Muçulmana. Por outro lado, a Arábia Saudita apoiou o governo de Hosni Mubarak e atualmente apoia Abdul Fatah Khalil Al-Sisi desde o golpe de Estado de 2013.
Em 27 de maio de 2017, o recém-reeleito presidente iraniano Hassan Rouhani conversou por telefone com o Emir Tamim bin Hamad Al Thani. Na ocasião, Rouhani relatou que "os países da região necessitam de maior cooperações e consultas ao resolver a crise regional e estamos dispostos a cooperar neste campo".
Em maio de 2017, o antigo Secretário de Defesa Robert Gates afirmou desconhecer "as instâncias nas quais o Catar pode ingressar após ligações com o Hamas, Talibã e al-Qaeda" e que "minhas atitudes sobre Al-Udeid ou qualquer outra instalação militar é de que os Estados Unidos não operam nenhuma base insubstituível". A Base Aérea de Al Udeid é a maior instalação militar norte-americana no exterior, tendo sido utilizada como base de operações nas campanhas do Iraque, Afeganistão e Síria.

### Tensões diplomáticas prévias
| |  |  |
| Abdel Fattah el-Sisi (à esquerda), atual presidente egípcio que liderou o golpe de Estado de 2013 contra Mohamed Morsi (à direita), apoiado pelo Catar. |  |  |

Em 2002, o governo saudita convocou seu embaixador no Catar para consultas sobre as alegadas críticas da rede televisiva Al Jazeera. As relações diplomáticas entre os dois governos foram restabelecidas somente em 2008, após garantias de que a Al Jazeera limitaria sua cobertura informativa sobre o país vizinho.
Em março de 2014, Arábia Saudita, Barém e os Emirados Árabes Unidos retiraram seus respectivos embaixadores, criticando a interferência catari em seus assuntos internos, porém a situação foi invertida quando o Catar removeu membros da Irmandade Islâmica meses mais tarde.
Em fevereiro de 2015, as relações entre Catar e Egito deterioraram-se após ataques da Força Aérea do Egito sobre áreas que abrigavam alegadamente terroristas do Estado Islâmico envolvidos no assassinato de cristãos coptas. As ações aéreas foram condenadas pela Al Jazeera, que também divulgou imagens de violência contra civis. Além disto, o Ministério do Exterior catari expressou reservas quanto ao objetivo dos ataques, levando o líder egípcio Tariq Adel a acusar o país de apoiar o terrorismo na região. Através das redes sociais, parte da população egípcia denunciou o envolvimento catari nas atividades de grupos terroristas. Por fim, as acusações do governo egípcio foram rejeitadas pelo Conselho de Cooperação do Golfo e o Catar convocou seu embaixador no Cairo para "consultas".

## Eventos precursores
As razões exatas que culminaram na crise diplomática no mundo árabe em 2017 permanecem obscuras. No entanto, a cobertura midiática recente atribuiu a situação ao eventos multilaterais ocorridos entre abril e maio de 2017, especialmente os acordos bélicos entre Estados Unidos e Arábia Saudita.

### Negociações de abril de 2017
Em abril de 2017, o Catar envolveu em acordo com militante sunitas e xiitas no Iraque e Síria. O acordo possuía dois objetivos: garantir a libertação de 26 reféns cataris (incluindo membros da realeza) que haviam sido sequestrados por militantes xiitas no sul do Iraque e vinham sendo mantidos em cativeiro nos últimos 16 meses; e igualmente assegurar acesso de apoio humanitário nas regiões afetadas pela Guerra Civil Síria. De acordo com o The New York Times, este acordo permitiu a evacuação de, pelo menos, 2 mil civis do vilarejo síria de Madaya. Por outro lado, de acordo com a Financial Times, o governo catari teria pago mais de 700 milhões de dólares às milícias xiitas iraquianas, 120 milhões ao grupo Tahrir al-Sham e 80 milhões aos membros do Ahrar al-Sham.

### Cimeira de Riade

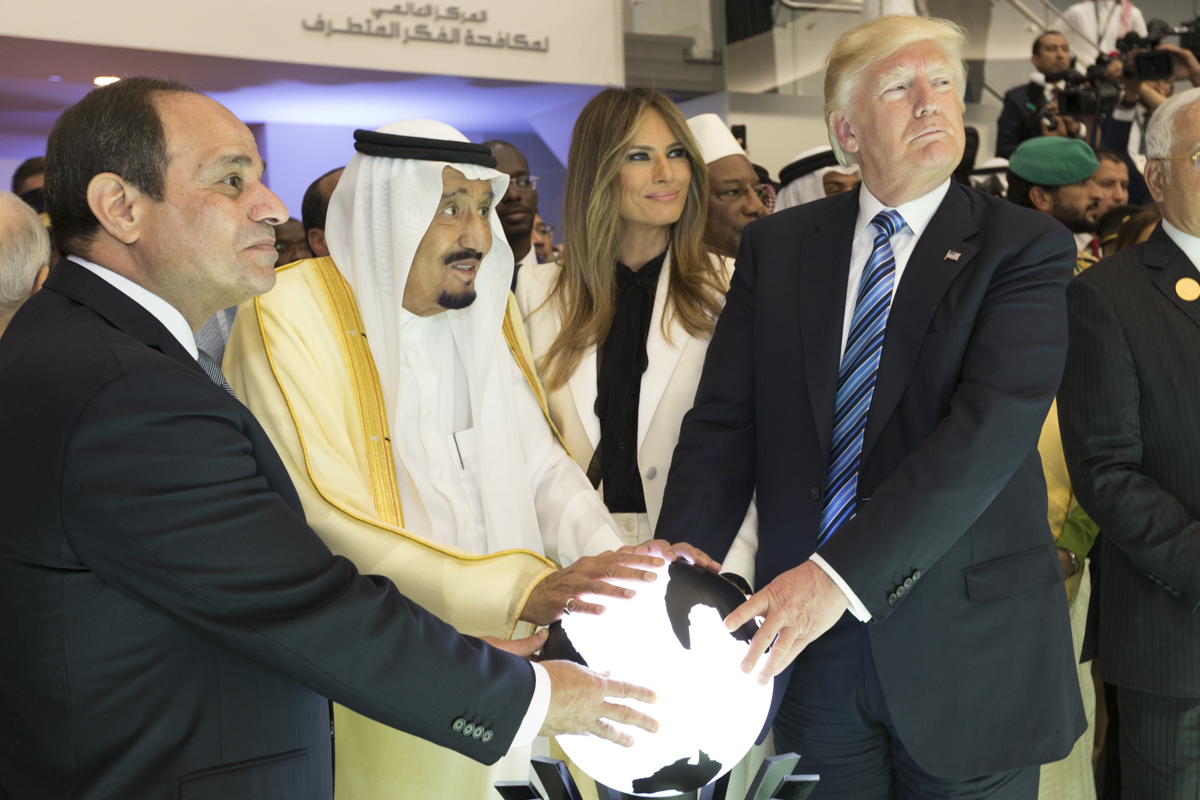
Donald Trump, Rei Salman e Abdul Al-Sisi inauguram o Centro Global de Combate ao Extremismo, maio de 2017.

Durante a Cimeira de Riade, realizada em maio de 2017, diversos líderes mundiais, incluindo o presidente estadunidense Donald Trump visitaram a região. Trump garantiu apoio total aos esforços sauditas no combate aos grupos terroristas atuantes na região e contra a Irmandade Islâmica, concretizado na forma de um acordo bélico entre os dois países. Segundo analistas internacionais, o apoio do governo estadunidense impulsionou uma atitude das nações árabes contra o Catar.

### Al Jazeera
Em maio de 2017, a conta de e-mail do embaixador emiradense Yousef Al Otaiba foi invadida. Os e-mails foram considerados "embaraçosos" por explicitar ligações entre os Emirados Árabes Unidos e a Foundation for Defense of Democracies, que apoia publicamente a soberania israelense na região. O vazamento de informações foi divulgado repetidamente pela Al Jazeera e o jornal HuffPost Arabi, ambos os grupos sediados no Catar. A extensiva cobertura da mídia catari foi vista como uma provocação para com os países vizinhos. Em 9 de junho, a rede cibernética da Al Jazeera foi vítima de ataques em todas as suas plataformas.

## Crise diplomática
Entre 5 e 6 de junho de 2017, Arábia Saudita, Iémen, Emirados Árabes Unidos, Egito, Maldivas e Barém anunciaram individualmente a suspensão de relações diplomáticas com o Catar.
Uma gama de reações diplomáticas seguiram aos anúncios. Os governos de Arábia Saudita e Emirados Árabes Unidos proibiram suas autoridades portuárias de receberem embarcações cataris ou operadas por companhias cataris. A Árabia Saudita, além disto, bloqueou acesso de cidadãos cataris através das fronteiras terrestres e restringiu seu espaço aéreo a operações da Catar Airways, principal companhia aérea catari. Em resposta, o governo do Irã ofereceu apoio com envio de suprimentos ao país e permitiu que este fizesse uso de seu espaço aéreo para fins comerciais. O banco central saudita também advertiu as demais instituições financeiras do país a não negociarem sob o rial catarense.
O governo catarense criticou a medida dos países vizinhos. O Ministério de Relações Exteriores do país alegou que a medida inviabilizava a soberania do Catar diante de outras nações. Segundo o ministro Mohammed bin Abdulrahman Al-Thani, as acusações do governo saudita seriam infundadas: por um lado, a Arábia Saudita acusa o Catar de apoiar o Irã; por outro, defende que Doha apoia grupos extremistas contra o Irã.
Posteriormente, todos os países-membros do Conselho de Cooperação do Golfo envolvidos na questão diplomática convocaram seus cidadãos de volta. Em contrapartida, Arábia Saudita e Barém estipularam um prazo de duas semanas para saída de cidadãos catarenses de seus respectivos territórios. Os ministros de relações exteriores do Barém e do Egito ordenaram a saída de diplomatas catarenses em até 48 horas após o anúncio. As forças militares do Catar também foram dispensadas da Intervenção militar no Iêmen, liderada pelo governo saudita. Os governos de Omã e Kuwait mantiveram neutralidade durante toda a repercussão da crise diplomática.
Até 10 de junho de 2017, oito Estados soberanos haviam cortado relações diplomáticas com o Catar:
- Arábia Saudita
- Bahrein
- Comores[60]
- Egito
- Emirados Árabes Unidos
- Iêmen
- Maldivas
- Ilhas Maurícias

Em 12 de junho de 2017, seis nações soberanas reduziram os contatos diplomáticos com o Catar, sem cortar definitivamente relações:
- Chade
- Djibuti
- Eritreia
- Jordânia
- Níger
- Senegal

A Organização das Nações Unidas e alguns de seus Estados-membros recomendaram uma solução pacífica para a questão:
- Argélia
- Índia
- Irão
- Marrocos
- Reino Unido
- Rússia
- Somália
- Sudão
- Tunísia
- Turquia
- Paquistão

### Reação internacional
- Alemanha - O Ministro do Exterior alemão Sigmar Gabriel expressou apoio ao Catar e criticou o corte de relações por parte dos países árabes. Além disso, responsabilizou Donald Trump por estimular o conflito no Oriente Médio.[62]

- Egito - Em 8 de junho, o Representante Permanente Ihab Moustafa exigiu que o Conselho de Segurança das Nações Unidas inicie uma investigação sobre as acusações de que o governo catarense "pagou mais de 1 bilhão de dólares a grupos terroristas no Iraque" na negociação de prisioneiros, o que violaria as resoluções das Nações Unidas.[63][64] Os catarenses foram sequestrados em 16 de dezembro de 2015 durante uma atividade de caça de falcões no sul do Iraque.

- Eritreia - O governo eritreu recusou a proposta saudita de endossar o grupo de países que cortaram relações com o Catar, citando "fortes laços de fraternais" entre seus povos. Em 12 de junho, contudo, reduziram as relações diplomáticas afirmando ser esta "uma iniciativa entre muitas na direção correta que viabiliza a manutenção da segurança e estabilidade regional".[65]

- Estados Unidos - Através de sua conta no Twitter, o Presidente Donald Trump comentou criticamente a situação diplomática do Catar.[66] Em publicação de 6 de junho, Trump afirmou: "Em minha recente visita ao Oriente Médio, disse que não poderia mais haver financiamento de ideologias radicais. Os líderes apontaram para o Catar, vejam!" Horas depois, completou: "É bom ver que a visita com o Rei e outros cinquenta líderes está finalmente valendo a pena."[67] As declarações do presidente contrastaram com a postura do Departamento de Defesa e de Estado de manter neutralidade sobre a questão; ambos optaram por agradecer o apoio militar catarense.[68][69] Em 8 de junho, Donald Trump ofereceu-se como mediador da questão em conversa telefônica com o Emir Tamim bin Hamad al-Thani.[70] Entretanto, no dia seguinte, voltou a criticar o país, considerando o bloqueio "duro, mas necessário".[71]

- Índia - O governo indiano definiu a questão como de importância para os países do Conselho de Cooperação do Golfo, salientando estar preocupado somente com os expatriados indianos na região.[72][73]

- Israel - O Ministro da Defesa Avigdor Lieberman afirmou que a crise abre caminho para a cooperação na luta contra o terrorismo, afirmando que "os países árabes que cortaram relações com o Catar não o fizeram por Israel ou a questão da Palestina, mas por temerem um terrorismo radical islâmico".[74]

- Paquistão - O governo paquistanês descartou qualquer intenção de cortar relações diplomáticas com o Catar.[75] A Assembleia Nacional do Paquistão aprovou uma medida alertando todos os países envolvidos a "mostrar respeito e resolver suas divergências através de diálogo". O Ministério de Petróleo e Fontes Naturais afirmou que o país "manterá as importações de gás do Catar".[76] O Primeiro-ministro Nawaz Sharif declarou que "o Paquistão faria todo o possível para ajudar a resolver a crise".[77]

- Reino Unido - O Secretário de Relações Exteriores Boris Johnson afirmou que o Catar necessita de mais ações para frear o financiamento de grupos terroristas, mas também pediu aos países do Golfo que repensassem sobre o bloqueio diplomático.[78]

- Turquia - Em 7 de junho, a Grande Assembleia Nacional aprovou uma medida permitindo o envio de tropas militares para uma base militar turca no Catar. Em 13 de junho, o Presidente turco Recep Tayyip Erdoğan classificou a crise como "uma violência contra os valores islâmicos" e afirmou que "vitimizar o Catar através de medidas covardes não tem serventia".

## Impacto
Aproximadamente 80% da demanda alimentar catarense provém dos países vizinhos, com somente 1% de alimentos produzidos em seu território. Neste aspecto, o acesso ao território saudita é de grande importância para a economia do Catar. Imediatamente após a suspensão de relações entre os dois países, foi divulgado que residentes invadiram lojas de produtos básicos na expectativa de estocar alimentos. Em 8 de junho, o Ministro de Relações Exteriores afirmou não estar preocupado com a falta de alimentos e afirmou que o país está preparado para suportar um bloqueio diplomático. Em contrapartida, Turquia e Irã têm dialogado com o governo do Catar para assegurar o envio de alimentos e água potável. Em 11 de junho, o governo iraniano enviou quatro aviões carregados de frutas e vegetais. O governo turco, por sua vez, liberou grande quantidade de alimentos juntamente com tropas para uma base militar no país.